# Ashmolean Museum
Ashmolean Museum (Ashmolean Museum of Art and Archaeology) – pierwsze na świecie muzeum uniwersyteckie. Jest położone przy ulicy Beaumont St. w Oksfordzie. Jego pierwszy budynek powstał w latach 1678–1683 w celu eksponowania w nim zbiorów gabinetu osobliwości Eliasa Ashmole’a, przekazanych przez niego uniwersytetowi w Oxfordzie w 1677.

## Historia

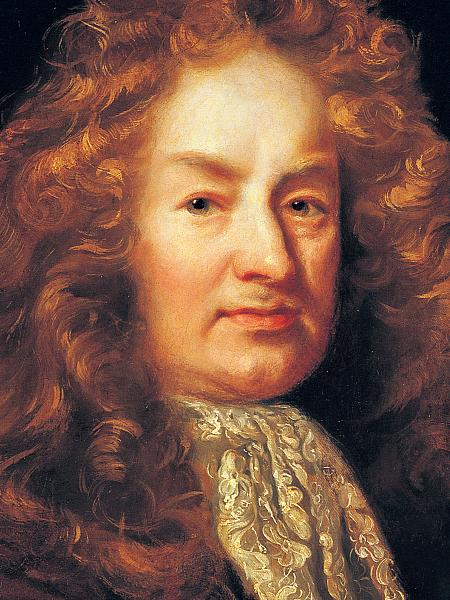
Elias Ashmole, założyciel kolekcji muzeum

Kolekcja obejmuje zarówno te zbiory Eliasa Ashmole’a, które zgromadził on osobiście, jak również te, które nabył od ogrodników, podróżników i kolekcjonerów, Johna Tradescanta starszego i jego syna o tym samym imieniu. Kolekcja ta obejmowała starożytne monety, książki, miedzioryty, okazy geologiczne i zoologiczne; jednym z tych ostatnich był wypchany egzemplarz wymarłego ptaka dront dodo, ostatniego widzianego w Europie, który jednak w 1755 został w takim stopniu zniszczony przez owady, że pozostała tylko głowa i jeden pazur.
Muzeum otwarto 24 maja 1683, a jego pierwszym kuratorem został przyrodnik i profesor chemii na Uniwersytecie Oxfordzkim Robert Plot. Pierwszym budynkiem muzealnym stał się tzw. Old Ashmolean (Stary Ashmolean), którego projekt jest niekiedy przypisywany Christopherowi Wrenowi lub Thomas Woodowi. Budynek ten, w którym mieści się obecnie Museum of The History of Science (Muzeum Historii Nauki), jest najstarszym zachowanym na świecie budynkiem zbudowanym dla potrzeb muzealnych.
Po tym przeniesieniu poszczególnych okazów muzealnych do nowych muzeów budynek „Old Ashmolean” przy Broad Street był używany jako pomieszczenia biurowe dla potrzeb personelu redakcyjnego Oxford English Dictionary. Od 1924 w budynku mieści się Museum of the History of Science. Jego ekspozycja obejmuje m.in. przyrządy naukowe przekazane w 1924 Uniwersytetowi Oxfordzkiemu przez kolekcjonera Lewisa Evansa (1853–1930), w tym największą na świecie kolekcję astrolabiów.
Obecny budynek Ashmolean Museum pochodzi z 1845. Został zaprojektowany przez Charlesa Roberta Cockerella i zbudowany stylu klasycystycznym przy Beaumont Street. Jedno jego skrzydło zajmują biblioteki Taylor Institution, wydziału języków średniowiecznych i współczesnych Uniwersytetu Oxfordzkiego. Budynek główny muzeum mieści kolekcję okazów archeologicznych i dzieła sztuki, w tym jedną z najświetniejszych kolekcji malarstwa prerafaelitów, zbiór ceramiki majolikowej i angielskich sreber. Dział archeologiczny to zapis archeologa Arthura Evansa, którym jest wyborna kolekcja greckiej i minojskiej ceramiki. Dział ten zawiera ponadto obszerny zbiór antyków ze starożytnego Egiptu i Sudanu. W muzeum mieści się też Griffith Institute, zajmujący się badaniami egiptologicznymi.

## Kuratorzy i dyrektorzy muzeum
- Robert Plot (1683–1691)
- Edward Lhuyd (1691–1709)
- David Parry (1709–1714)
- John Whiteside (1714–1729)
- George Huddesford (1732–1755)
- William Huddesford (1755–1772)
- John Shute Duncan (1823–1829)
- Philip Duncan (1829)
- John Henry Parker (1869)
- Arthur Evans (1884–1908)
- David George Hogarth (1909–1927)
- Edward Thurlow Leeds (1928–1945)
- Sir Karl Parker (1945–1962)
- Robert W. Hamilton (1962–1973)

Począwszy od 1973 stanowisko kuratora zostało zastąpione stanowiskiem dyrektora:
- D.T. (później Sir David) Piper (1973–1985)
- Profesor Sir Christopher White (1985–1997)
- Dr P.R.S. Moorey (p.o. dyrektora) (1997–1998)
- Dr Christopher Brown (1998– )[3]

## Kradzieże
W noc sylwestrową 31 grudnia 1999 złodzieje używając rusztowania na sąsiednim budynku wspięli się na dach muzeum i włamali się przez świetlik, kradnąc jeden z obrazów Paula Cézanne ‘a, Auvers-sur-Oise (1879–1882), wyceniany na 4,8 miliona dolarów. Ponieważ żaden inny obraz z pomieszczenia, w którym miała miejsce kradzież, nie zginął a skradzionego dzieła nie wystawiono na sprzedaż, pojawiły się domysły, iż była to kradzież na zamówienie.

## Renowacja
Biblioteka Sackler Library, objąwszy zbiory starszej biblioteki, otworzyła swe podwoje w 2001, pozwalając na powiększenie zbiorów książek, dotyczących cywilizacji klasycznej, archeologii i historii sztuki. W latach 2006–2009 muzeum było szeroko przebudowywane i rozbudowywane według projektów amerykańskiego architekta Ricka Mathera. Modernizację sal wystawowych zaprojektowała firma Metaphor, wspomagana finansowo przez fundację Heritage Lottery Fund. W wyniku przebudowy przybyły 2 kondygnacje, nowe pracownie konserwatorskie i centrum edukacyjne a powierzchnia wystawiennicza uległa podwojeniu. W wyniku modernizacji muzeum przybyła restauracja i sklep z pamiątkami. 7 listopada 2009 po zakończeniu prac muzeum zostało ponownie otwarte dla zwiedzających. Przez pierwsze 2 godziny odwiedziło je 3000 gości. Do dyspozycji zwiedzających jest obecnie 39 galerii.

## Kolekcja

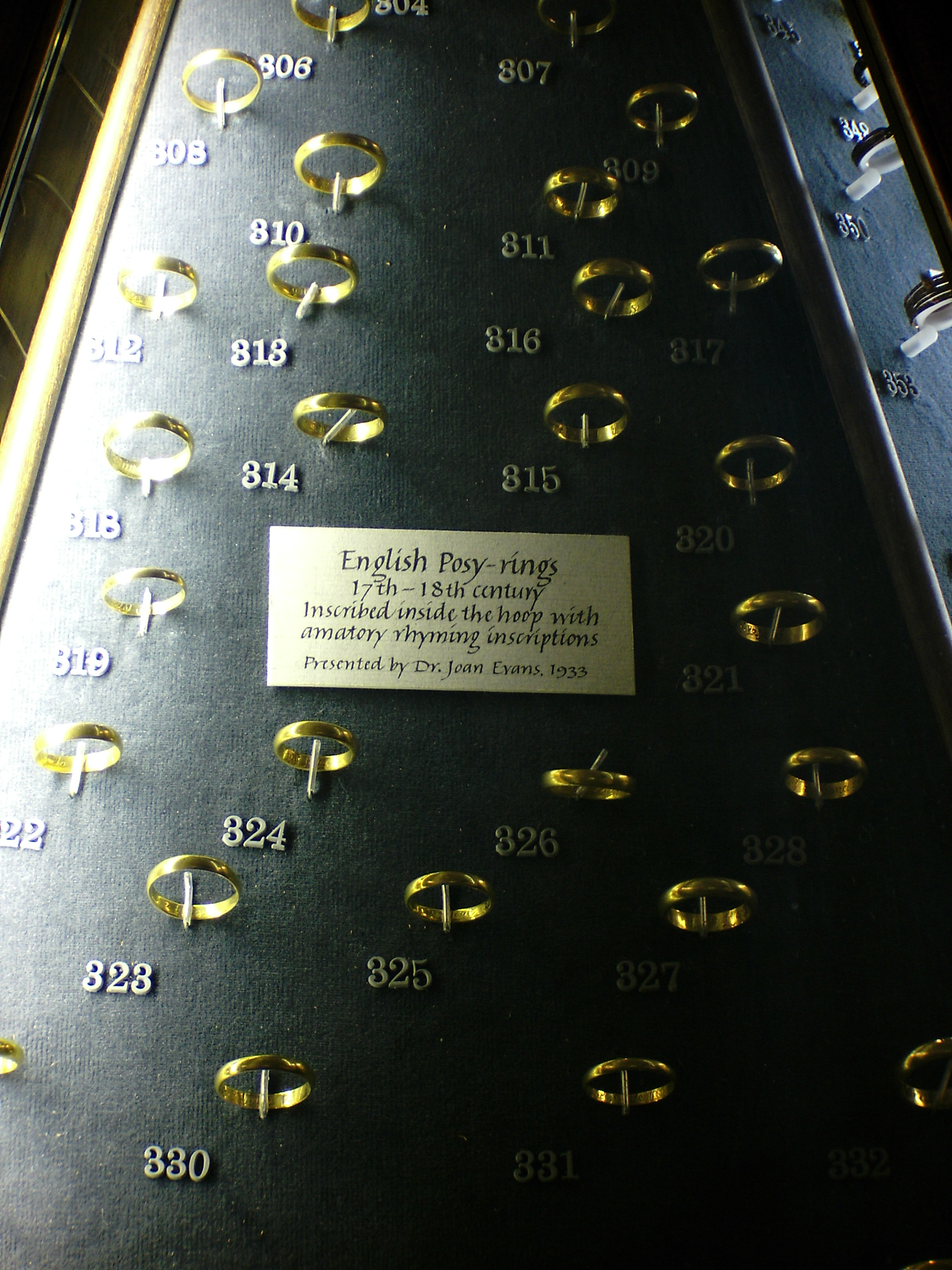
Pierścionki „Posie Rings”

Do głównych atrakcji w zbiorach muzealnych należą:
- Znacząca liczba papirusów z Oksyrynchos, w tym manuskrypty Starego i Nowego Testamentu;
- Klejnot króla Alfreda Wielkiego;
- Rysunki Michała Anioła, Rafaela i Leonarda da Vinci;
- Akwarele i obrazy Turnera;
- Obrazy Paola Uccello, Piera di Cosimo, Johna Constable’a, Claude’a Lorraine’a i Pabla Picassa;
- Arabski strój odświętny, należący do Lawrence’a z Arabii;
- Maska pośmiertna Olivera Cromwella;
- Kolekcja pierścionków z XVII–XVIII w., tzw. „Posie rings”;
- Zapisana na marmurowej steli „Chronicon Parium” – grecka tablica chronologiczna obejmująca lata 1581 p.n.e. do 264 p.n.e.; najwcześniejszy istniejący przykład greckiej tablicy chronologicznej[9];
- Meteorologiczny relief ukazujący miary starożytnych Greków;
- Płaszcz odświętny Powhatana, wodza północnoamerykańskich Indian z plemienia Paspegów;
- Latarnia, którą w 1605 nosił jeden z uczestników spisku prochowego, Guy Fawkes;
- Skrzypce wykonane w 1716 przez Stradivariusa;
- Minojska kolekcja Arthura Evansa, największa poza Kretą;
- Głowica buzdyganu z czasów króla Narmera i buzdygan z czasów króla Skorpiona II;
- Wapienna tablica z sumeryjskiego Kisz.

### Starożytności egipskie

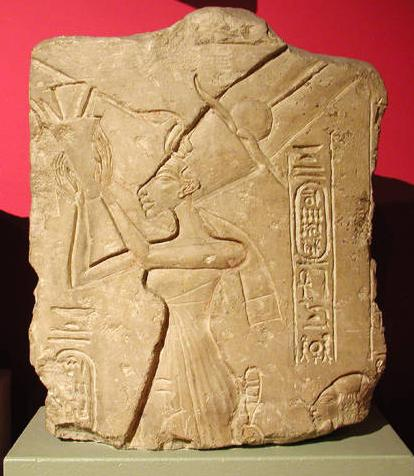
Wapienny relief królowej Nefertiti
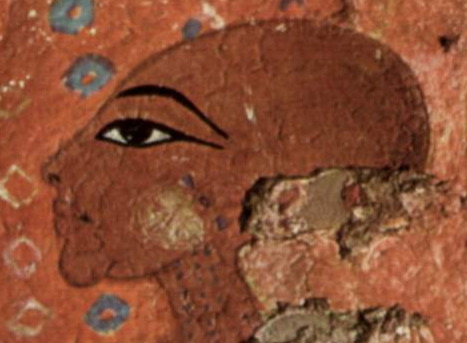
Fragment fresku z El-Amarna (ok. 1360 p.n.e.)
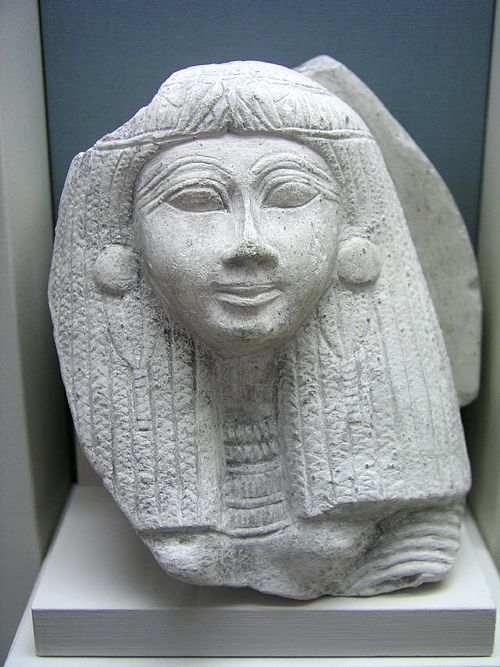
Wapienna głowa kobiety (XVIII-XIX dynastia)
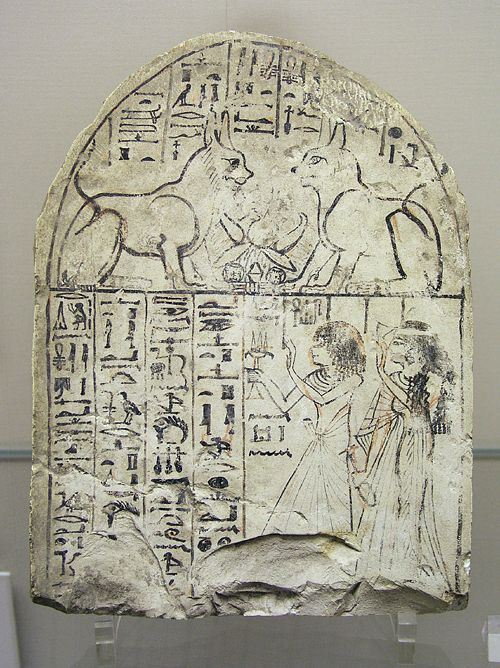
Tablica z hieroglifami (XIX dynastia)

### Malarstworenesansowe

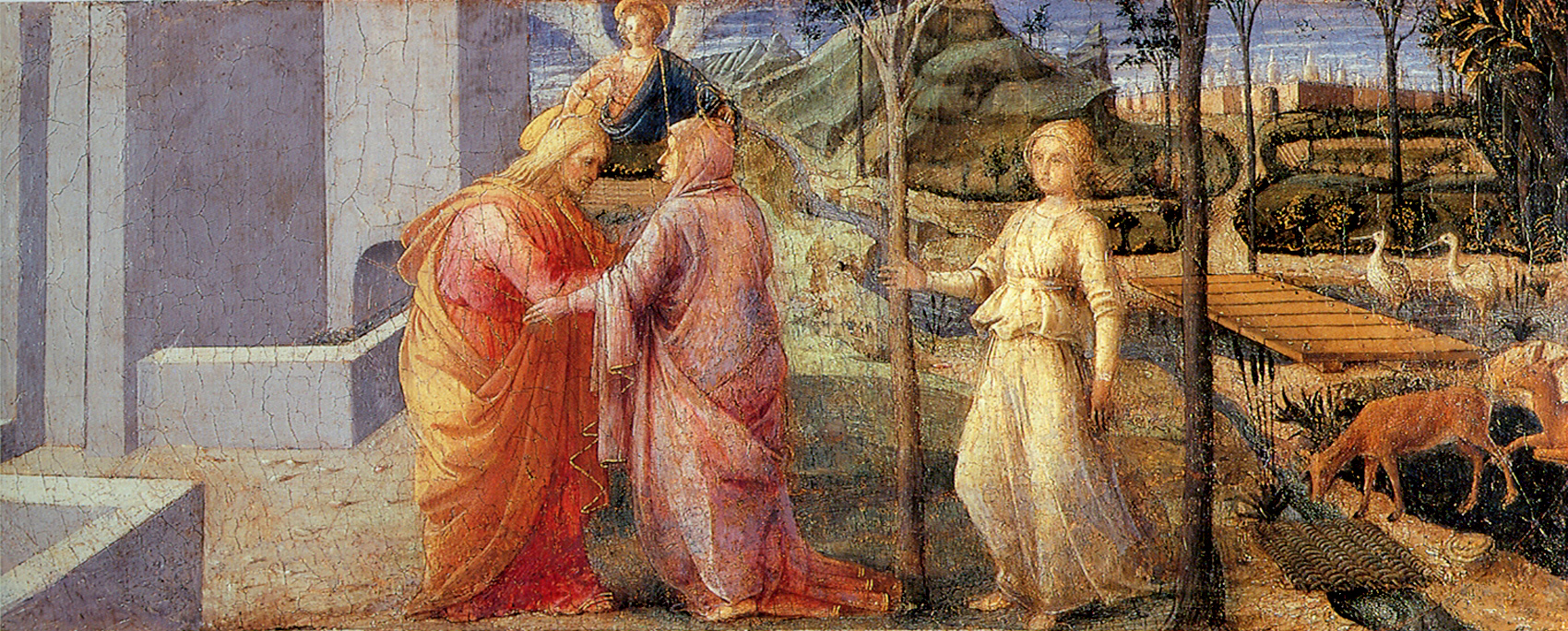
Fra Filippo Lippi, Spotkanie Joachima i Anny w Złotej Bramie (1440-1445)
Paolo Uccello, Polowanie (ok. 1470)
Piero di Cosimo, Pożar lasu, (1488-1507)
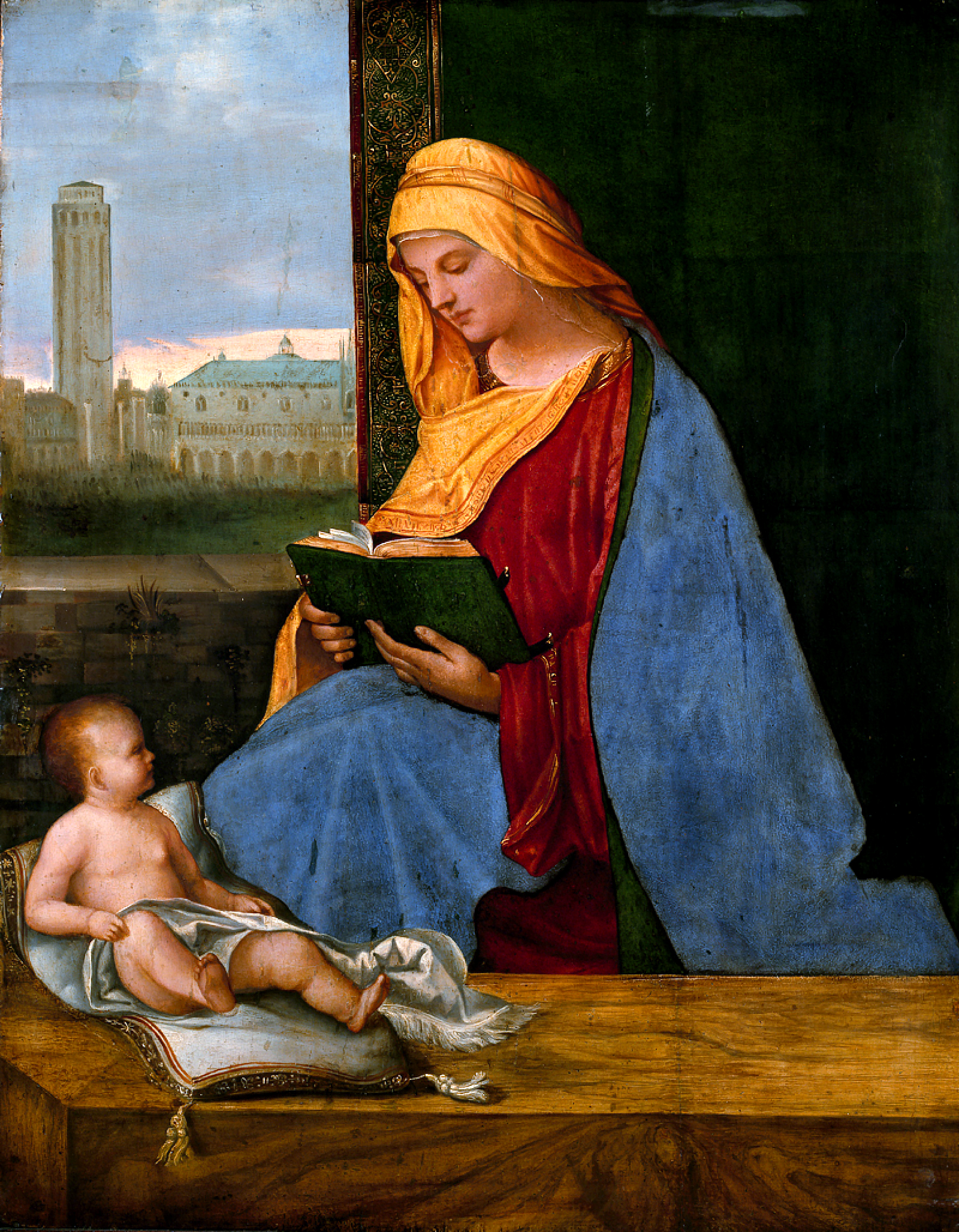
Giorgione, Czytająca Madonna, (1500-1510)

### Malarstwobarokowe

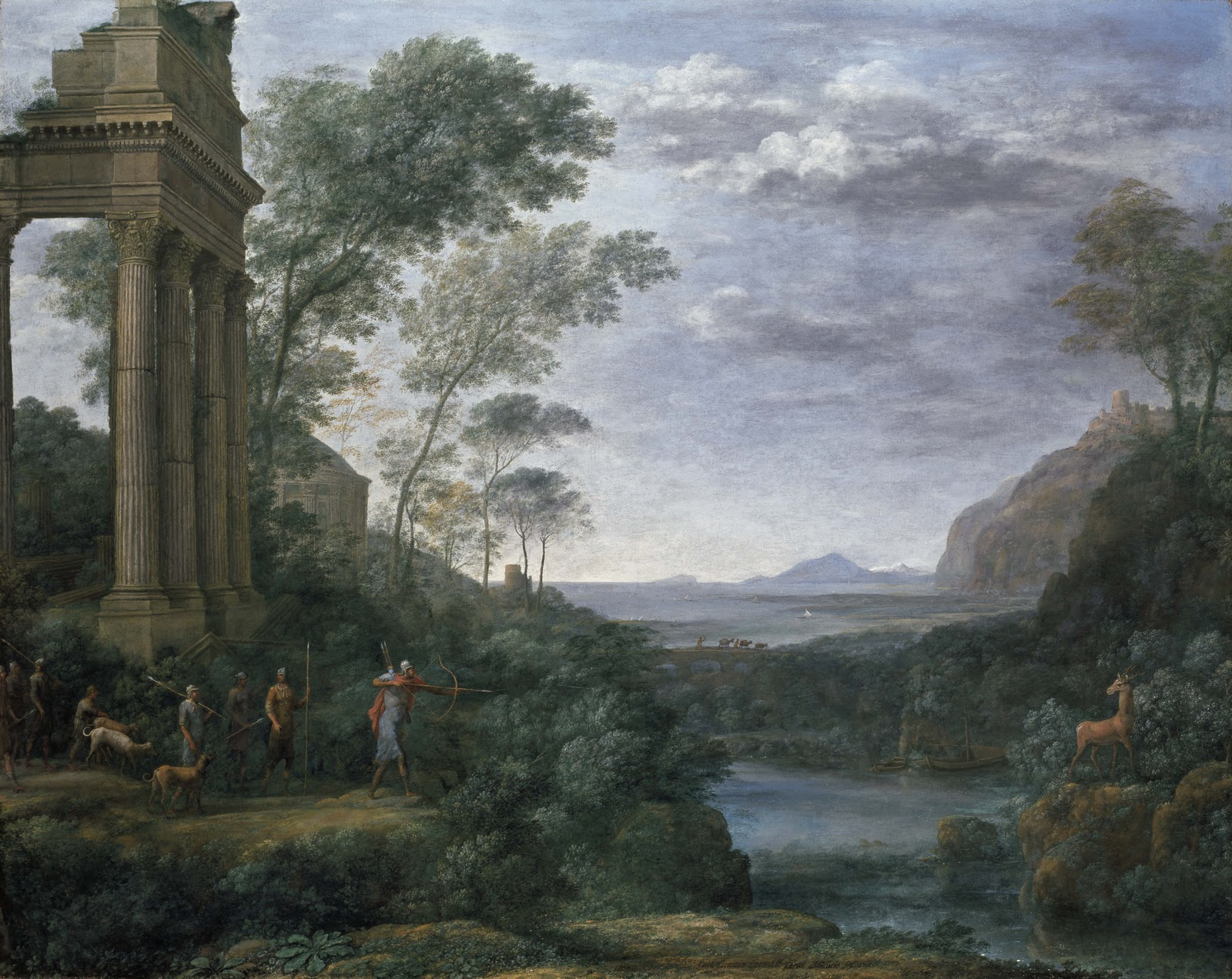
Claude Lorrain, Askaniusz strzelający do jelenia Sylwii (1682)
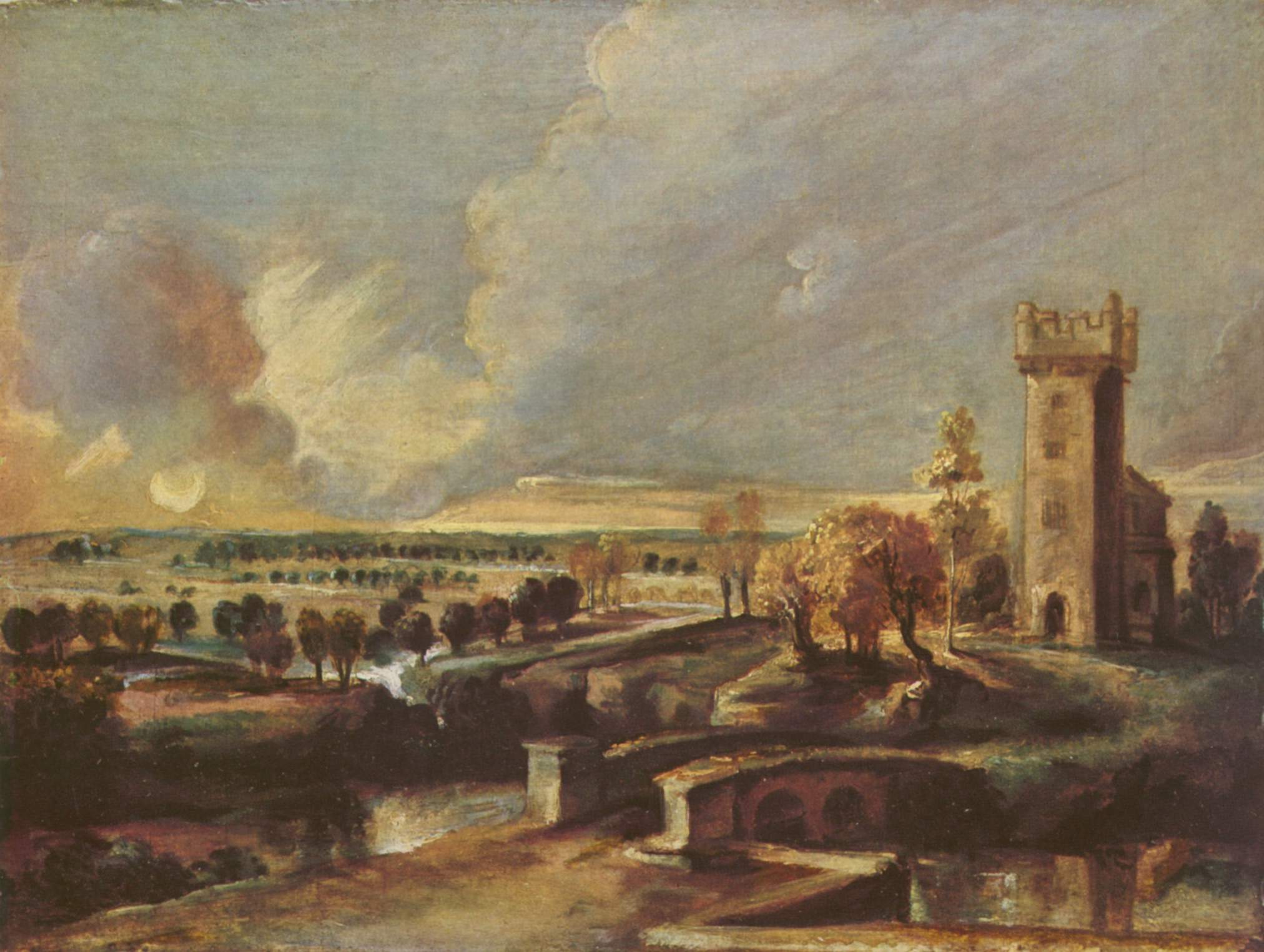
Peter Paul Rubens, Pejzaż z wieżą zamkową (1638-1640)
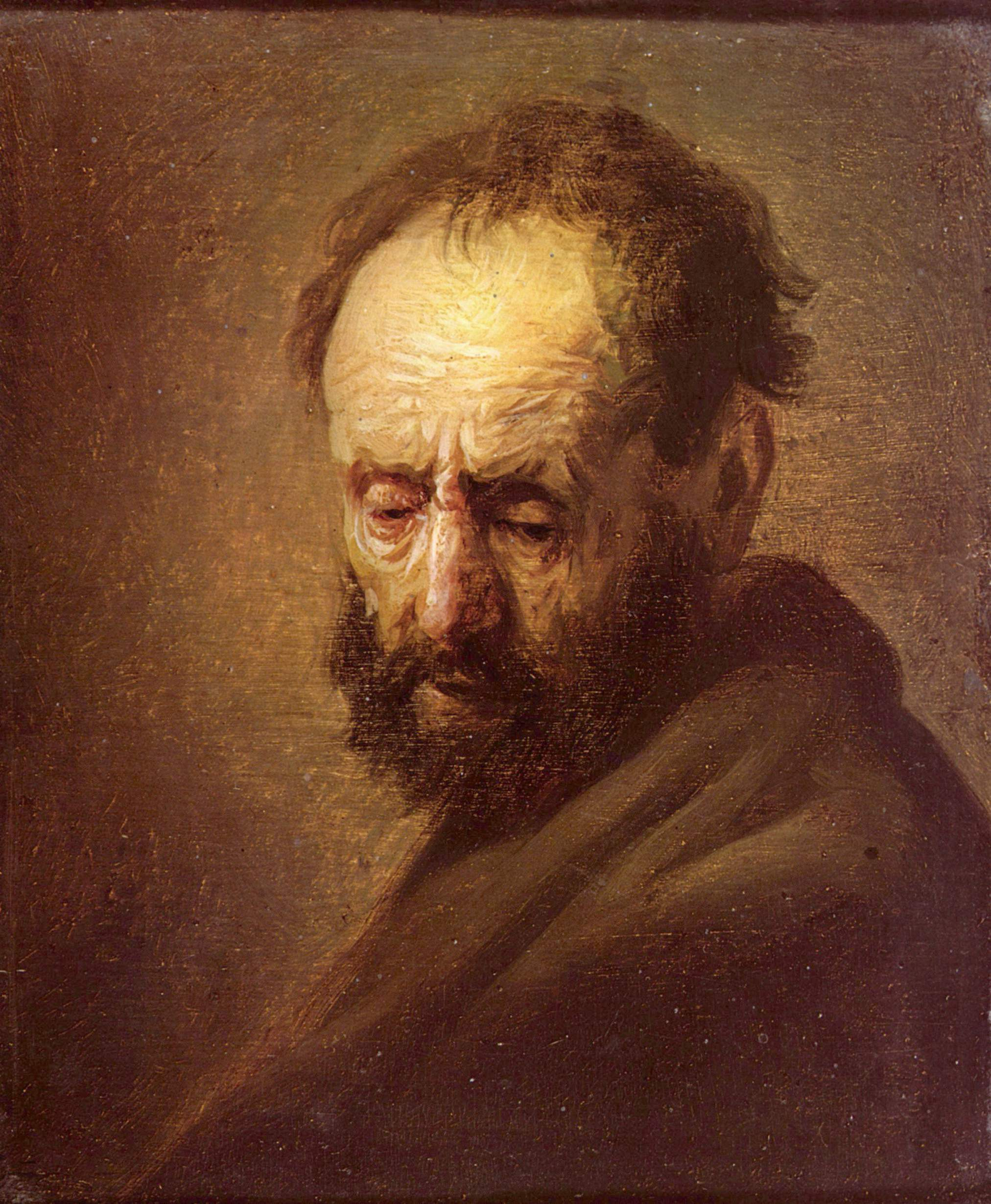
Rembrandt, Głowa brodatego mężczyzny (1633-1666)
Giovanni Battista Tiepolo, Młoda kobieta z papugą (1758-1760)

### Malarstwoimpresjonistyczne

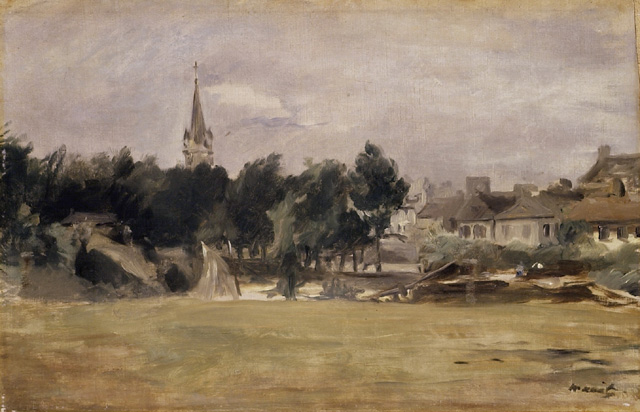
Édouard Manet,  Pejzaż z wiejskim kościołem (po 1870)
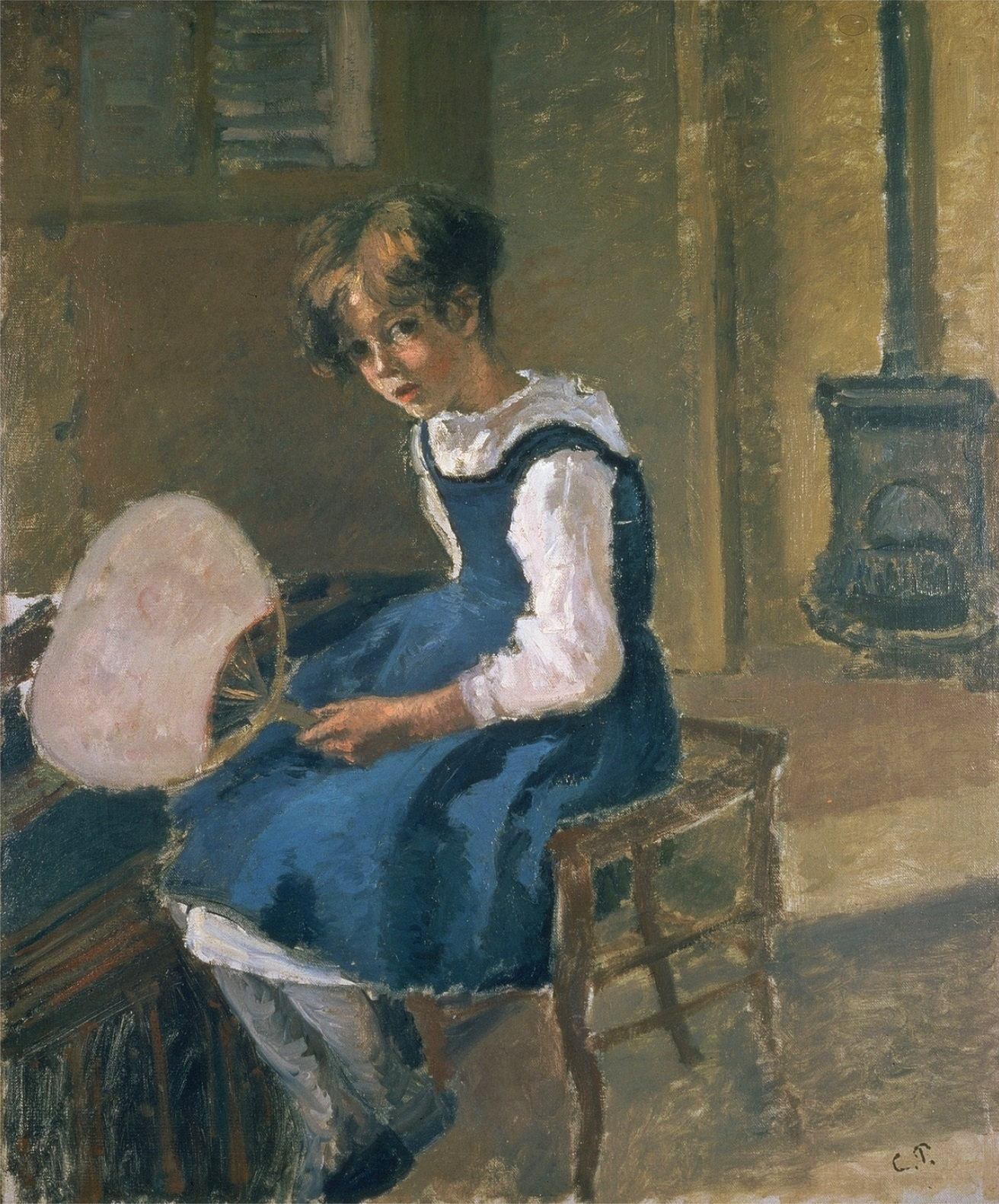
Camille Pissarro, Joanna trzymająca wachlarz (ok. 1874)
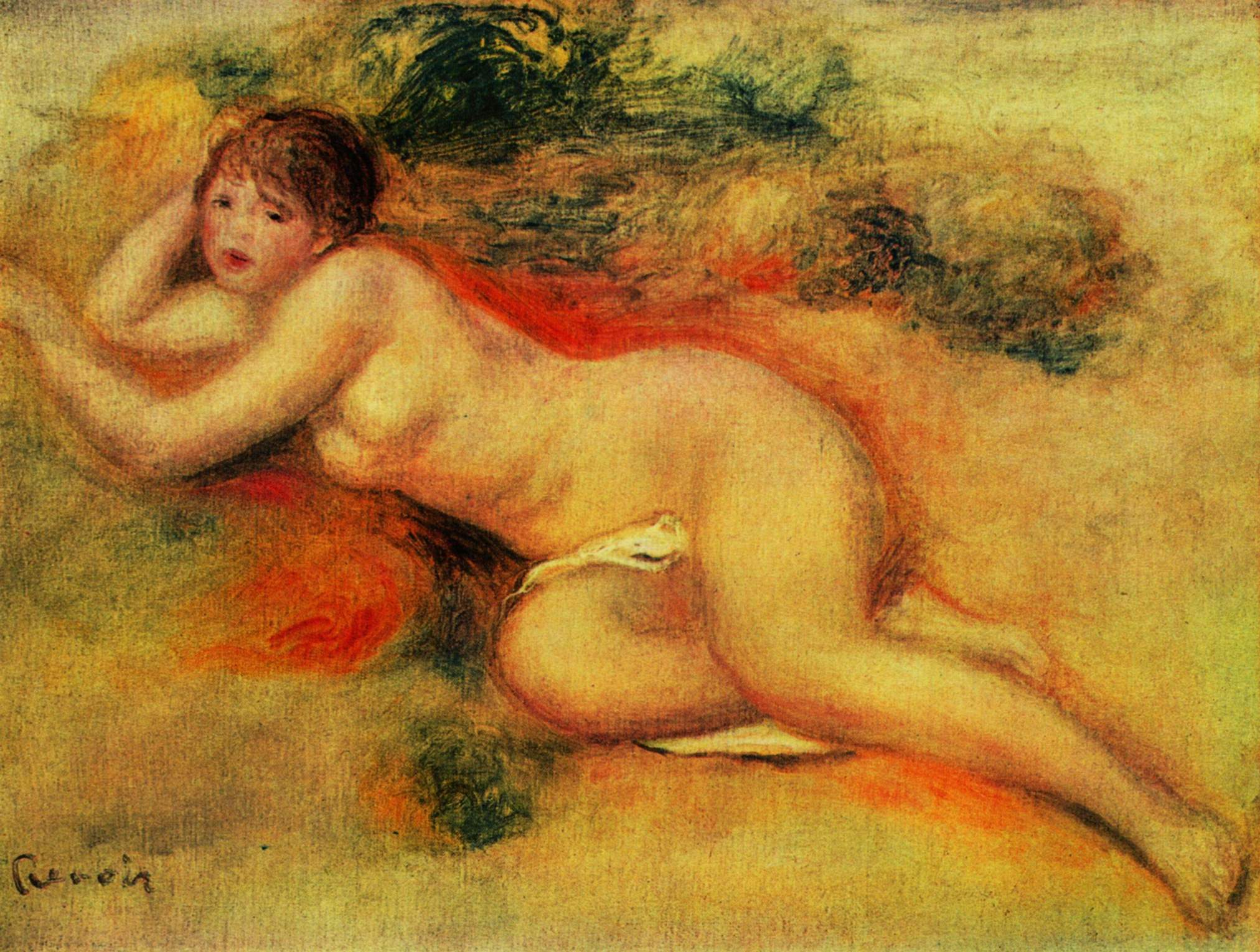
Auguste Renoir, Akt (1880-1890)
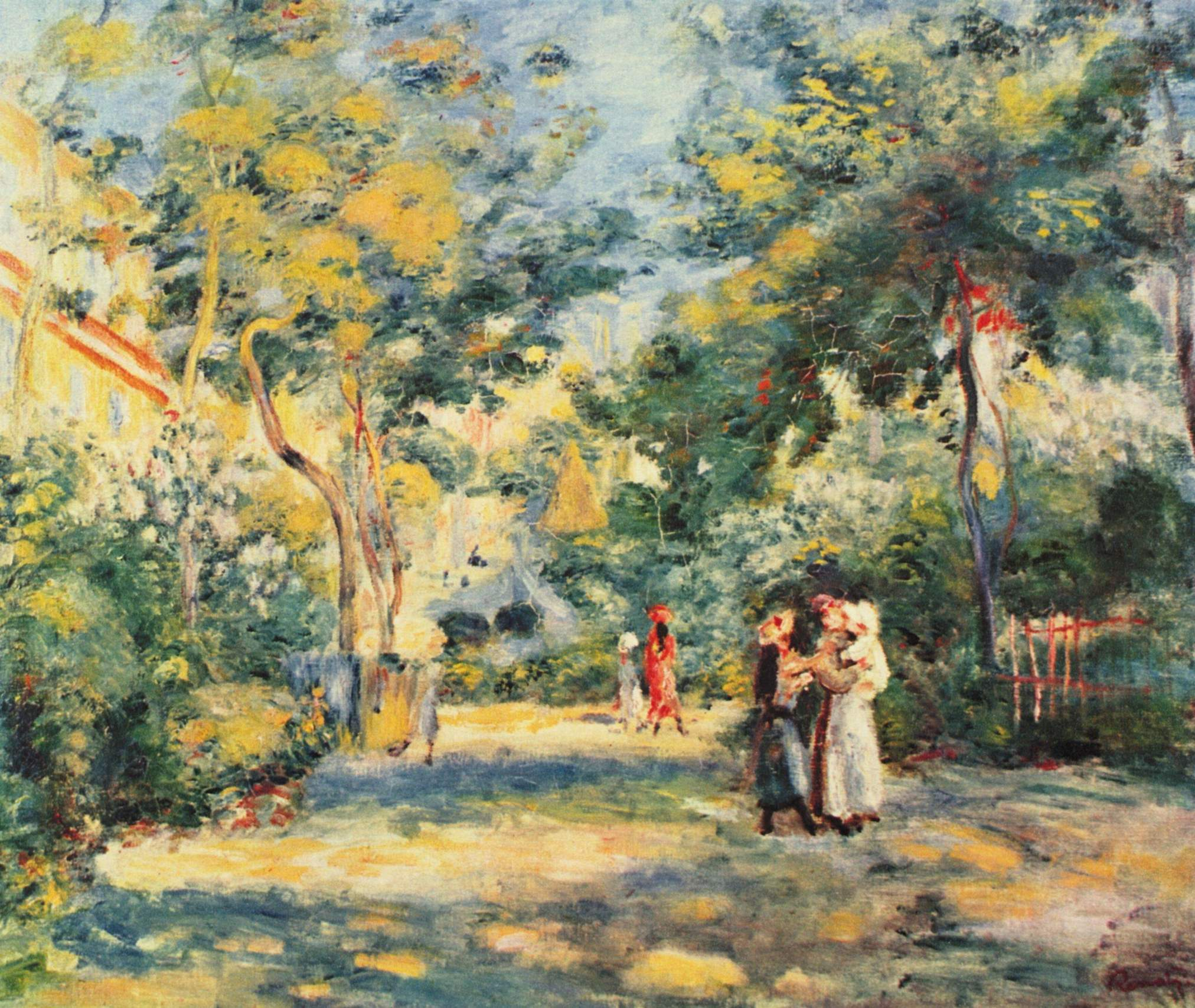
Auguste Renoir, Ogród na Montmartre (1880-1890)